# Puerto Vallarta
Puerto Vallarta – miasto i uzdrowisko w Meksyku, w stanie Jalisco, nad zatoką Banderas (Ocean Spokojny). Około 165,8 tys. mieszkańców. Nazwa miasta pochodzi od nazwiska Ignacio Vallarta, prawnika i gubernatora stanu Jalisco, towarzysza walk Benito Juáreza. Miasto ze względu na bliskość centrum rolniczego nad rzeką Ameca, oraz licznych kopalni w górach oraz pięknego położenia jest bardzo popularnym miastem turystycznym. W mieście rozwinął się przemysł spożywczy oraz drzewny.

## Historia
Badania archeologiczne prowadzone w rejonie Puerto Vallarta (Ixtapa i w Col. Lázaro Cardenas) wskazują, iż rejon był zamieszkały co najmniej od 560 roku p.n.e. Od okresu 900–1200 n.e. (podobnie jak większość terytorium stanów Nayarit i Michoacán) Jalisco należał do kultury Aztatlán.
Kroniki misyjne i konkwistadorów dokumentują wiele potyczek pomiędzy ludnością lokalną a napływową. Na przykład w roku 1524 miała miejsce olbrzymia bitwa pomiędzy Hernánem Cortésem a armią od 10 000 do 20 000 Indian, która spowodowała, że Cortés objął kontrolę nad większością doliny Ameca. Dolina nazywana była Doliną Flag (Banderas) ze względu na barwne flagi noszone przez tubylców.
Przez długi czas nie udało się jednak podporządkować lokalnych Indian Huicholi żyjących w niedostępnych dolinach i na zboczach Sierra Madre Occidental, na pograniczu dzisiejszych stanów Jalisco i Nayarit. Dopiero w 200 lat po zwycięstwie Cortésa, w 1772 misjonarzom franciszkańskim powiódł się projekt zbudowania tu pierwszych kaplic i kościołów katolickich. Ich praca misjonarska nie powiodła się jednak i blisko 100 lat później Franciszkanie opuścili te tereny. Norweski badacz Carl Lumholtz, który dotarł do Huicholi w 1890 zaobserwował, że ich oryginalne wierzenia były w dalszym ciągu praktykowane i nie znalazł śladu obrzędów chrześcijańskich. Wprowadzenie hodowli owiec, bydła oraz żelaznych narzędzi tylko w niewielkim, poniżej oczekiwań, stopniu wpłynęło na życie tubylców. Wyraźnym śladem obecności franciszkanów wśród Huicholi był wówczas rozpowszechniony zwyczaj używania kolorowych szklanych paciorków do dekoracji przedmiotów kultowych i powszedniego użytku. Dzisiaj zwyczaj ten rozwinął się jeszcze przybierając kształty popularnego rzemiosła artystycznego, którego wyroby spotkać można w galeriach i sklepach w Puerto Vallarta.
Port wkrótce pojawił się na mapach żeglarskich, gdyż stanowił schronienie i punkt przeładunkowy dla galeonów z Manilii kursujących poprzez Ocean Spokojny z Filipin do Meksyku.
W XIX w. historia Puerto Vallarta, nazywanego wtedy El Carrizal lub Las Peñas, była ściśle związana z historią górskich miast San Sebastian del Oeste, Talpa de Allende i Mascota i pobliskich kopalni, które do dzisiaj są bardzo ważnym celem wypraw turystycznych.
W 1918, wieś uzyskała status gminy i obecną nazwę. W początkowych latach XX w. większość terenu Puerto Vallarta należała do amerykańskiej spółki wydobywczej Union en Cuale kontrolowanej przez Alfreda Geista.

## Gmina Puerto Vallarta

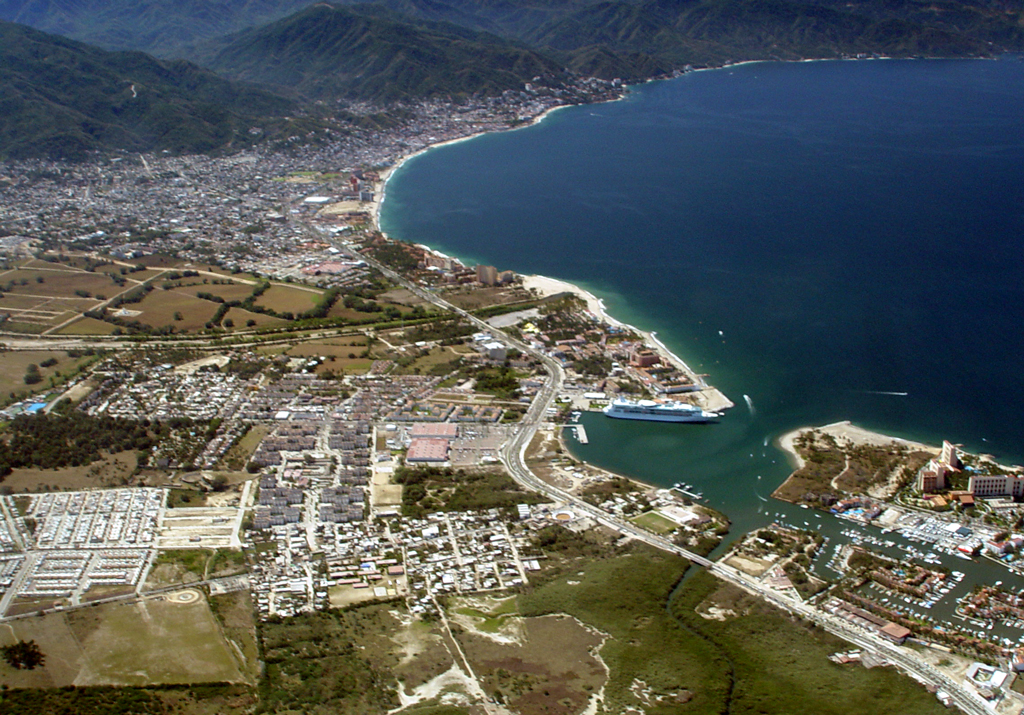
Widok na miasto i okolicę

Miasto i otaczający je obszar stanowią, jedną (choć szóstą pod względem liczebności) ze stu dwudziestu sześciu gminę stanu Jalisco. W 2005 roku liczba mieszkańców gminy wynosiła 220 368 mieszkańców.
Ludność gminy jest zatrudniona głównie w branży turystycznej (26%), usługowej (16%), handlu (15%), oraz rolnictwie, budownictwie i przetwórstwie. Uprawiane są najczęściej kukurydza, sorgo, fasola, chili, arbuzy, tytoń, mango, banany i avocado. Ponadto na wybrzeżu ludność zajmuje się rybołówstwem.

## Kurort turystyczny

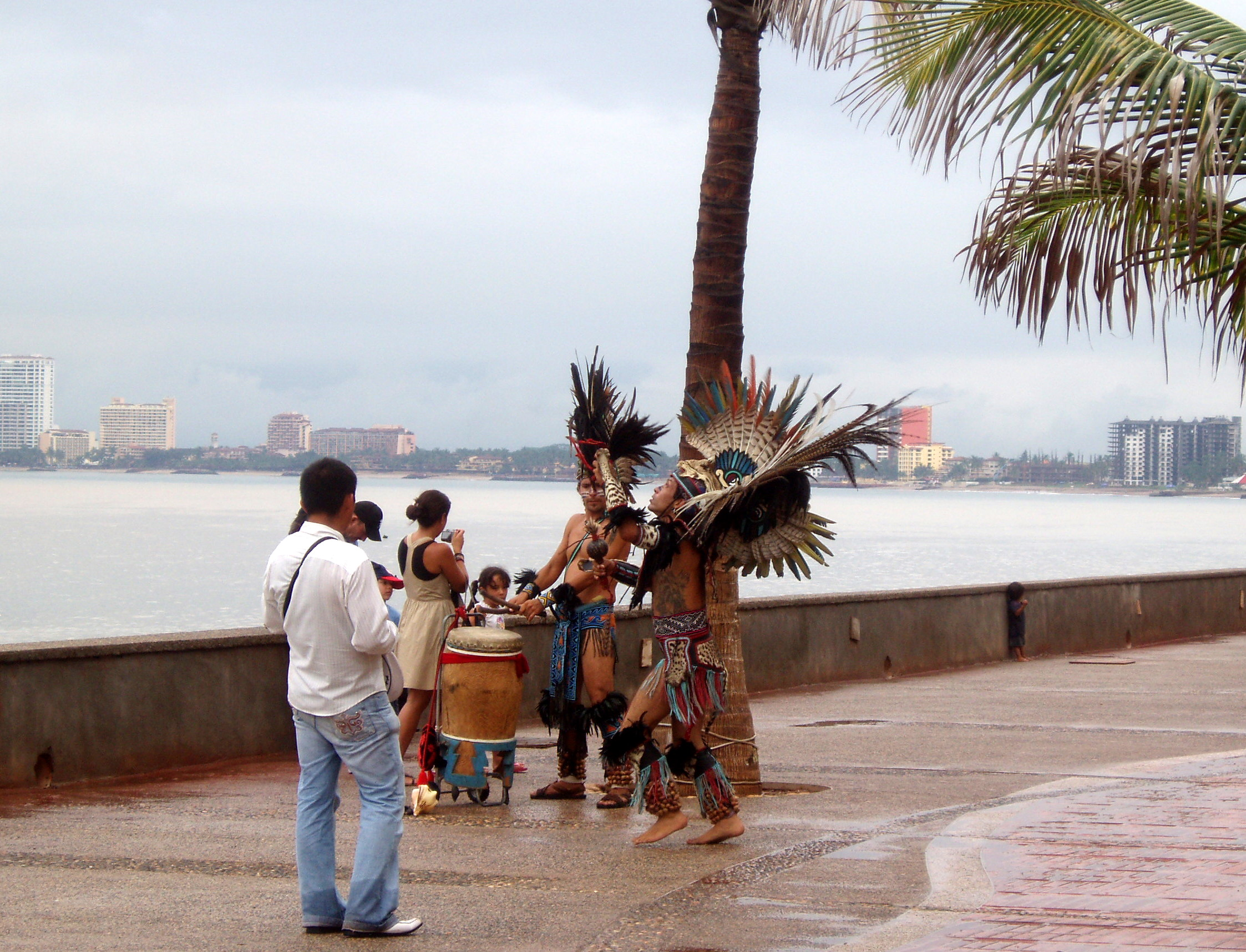
Indianie tańczący na Maleċonie

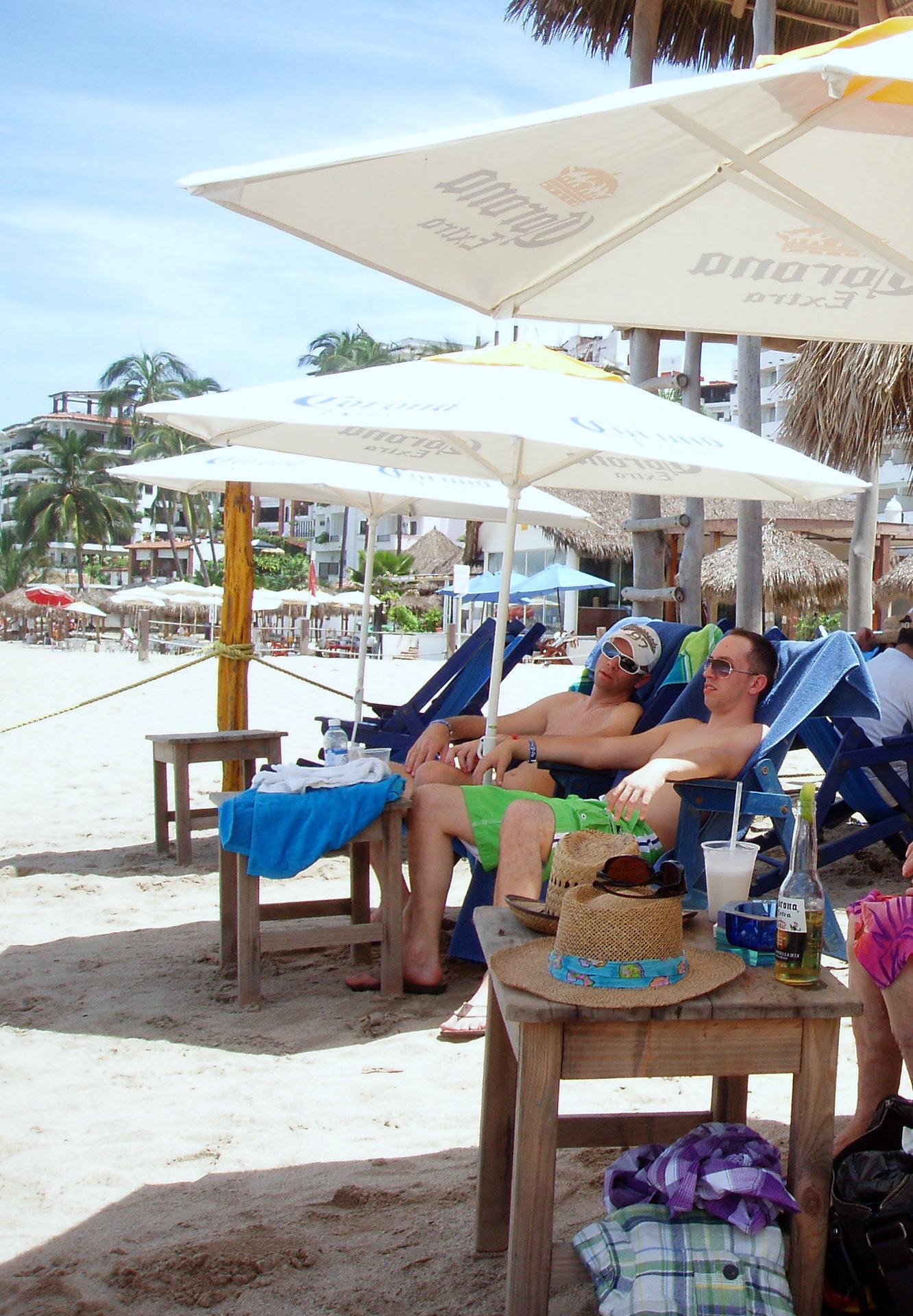
Plaża gejowska przy hotelu Blue Chairs

Popularność Vallarty, jako turystycznego celu wakacji zaczęła się od znanego filmu Noc iguany z Richardem Burtonem i Avą Gardner nakręconego w latach 60. XX wieku w Puerto Vallarta. Burton i towarzysząca mu Liz Taylor kupili nawet dom w mieście. Ekipie filmowej i zgromadzonym gwiazdom Hollywood towarzyszyły rzesze reporterów, których relacje przyczyniły się do popularyzacji miasta, jako turystycznej atrakcji.
Położenie miasta wzdłuż piaszczystych plaży Banderas Bay, gorący, subtropikalny klimat, bliskość otaczających miasto zielonych dżungli na stokach gór uczyniły je magnesem dla turystycznych inwestycji. Miasto dzieli się w zasadzie na trzy charakterystyczne zony: hotelarską na zachodzie, centrum miasta z tzw. Old Vallarta i Nowe Miasto (Nuova Vallarta). Większość hoteli i atrakcji turystycznych mieści się wzdłuż wybrzeży zony hotelarskiej i Centrum. Turystyczne życie nocne ma miejsce głównie wzdłuż nadmorskiego deptaku Maleċon, gdzie skupiły się liczne restauracje, puby i kluby. Lokalna ludność oferuje odwiedzającym wyroby rękodzieła artystycznego, biżuterię, lokalne tkaniny i pamiątki turystyczne. Na Maleconie można też znaleźć szereg rzeźb lokalnych artystów, przylegające uliczki oferują wiele galerii sztuk, salony jubilerskie, kosmetyczne.

### Turystyka LGBT
W najstarszej części miasta, za rzeką Rio Cuale skupiły się popularne kluby, kawiarnie i pensjonaty LGBT. Mieszczą się one głównie w pobliżu ulicy Olas Altas. Tuż obok zlokalizowany jest duży, nowoczesny hotel Blue Chairs dla klienteli LGBT.
Guadalajara i Acapulco były do niedawna typowym celem turystyki gejów i lesbijek z Meksyku oraz głównie ze Stanów Zjednoczonych i Kanady w latach 80. i 90. XX wieku. Ale od tamtego czasu, Puerto Vallarta rozwinęła się jako główny ośrodek turystyczny i satelitarne gejowskie centrum wypoczynkowe dla siostrzanej Guadalajary, podobnie, jak niegdyś Fire Island stała się tym dla Nowego Jorku i Palm Springs dla Los Angeles. Vallarta jest obecnie uważana za najbardziej gay friendly cel turystyczny w Meksyku, nazywany San Francisco of Mexico”. Jest ośrodkiem ciekawego życia społeczności LGBT zlokalizowanego głównie w tzw. Zona Romántica, hoteli i resortów, licznych barów, nocnych klubów i plaży na głównym wybrzeżu miasta. Została określona, jako najczęstszy cel turystów w Ameryce Łacińskiej.

## Miasta partnerskie
- Santa Barbara, Stany Zjednoczone
- Gijón, Hiszpania
- Londyn, Wielka Brytania
- Toronto, Kanada